# Сент Роуз (Луизијана)
Сент Роуз (енгл. St. Rose) насељено је место без административног статуса у америчкој савезној држави Луизијана.

## Демографија
По попису из 2010. године број становника је 8.122, што је 1.582 (24,2%) становника више него 2000. године.
| Група             | 2000.         | 2010.         |
| Белци             | 3.428 (52,4%) | 3.675 (45,2%) |
| Афроамериканци    | 2.715 (41,5%) | 3.486 (42,9%) |
| Азијати           | 31 (0,5%)     | 107 (1,3%)    |
| Хиспаноамериканци | 296 (4,5%)    | 768 (9,5%)    |
| Укупно            | 6.540         | 8.122         |